# صفراوية
الصُفْرَاوِيةَّ (الاسم العلمي: Chalcidinae)، فُصيلة حشرات زنبورية من فصيلة الزنبارية النحاسية. هناك قرابة 6 أجناس و 17 نوعًا موصوفًا في الصفراوية.

## الأجناس
تنتمي هذه الأجناس الستة إلى فُصيلة الصفراوية:
- Acanthochalcis Cameron, 1884 c g b
- Brachymeria Westwood, 1829 c g b
- صفرية (زنبور) Fabricius, 1787 c g b
- Conura Spinola, 1837 i c g b
- Phasgonophora Westwood, 1832 c g b
- Trigonura Sichel, 1866 c g b

Data sources: i = ITIS, c = Catalogue of Life, g = GBIF, b = Bugguide.net